# Iproca flavolineata
Iproca flavolineata är en skalbaggsart som beskrevs av Hayashi 1971. Iproca flavolineata ingår i släktet Iproca och familjen långhorningar.
Artens utbredningsområde är Taiwan. Inga underarter finns listade i Catalogue of Life.